# پرتونگاری
پَرتونِگاری یا رادیوگرافی (به فرانسوی: Radiographie) شیوه بررسی بدن با تاباندن پرتوهای ایکس بر آن و تولید تصویرهایی بر روی کلیشه یا پرده‌های حساس را گویند.
پرتونگارها یا رادیوگراف‌ها که به آن‌ها «رونتگنوگراف» هم می‌گویند، و پس از کشف پرتوهای ایکس (اشعه ایکس)، توسط «ویلهلم رونتگن» مشهور شدند، توسط انتقال اشعه ایکس از میان بدن بیمار به یک دستگاه ضبط‌کننده و سپس تبدیل آن به یک تصویر برای تشخیص، پدید می‌آیند. در اصل [یعنی در زمان اختراع این شیوه] و در حال حاضر هنوز هم به‌طور معمول، تصویرها بر فیلم‌های آغشته به نقره یا اشباع شده با آن ثبت می‌شوند. در رادیوگرافی نوع «فیلم. اسکرین» (فیلم—صفحه) یک لامپ اشعه ایکس، تولید یک بیم یا پرتو از اشعه ایکس می‌کند که بیمار با آن هدف قرار داده می‌شود. پرتوهای ایکس از طریق بدن بیمار عبور کرده و به منظور کاهش پراکندگی و صدای اضافی(نویز) از آنها، فیلتره می‌شوند و سپس بر روی فیلمی به صورت نامرئی ظاهر می‌شوند، که با یک صفحه از نور ساطع شده از فسفرهایی که در کاست ال. تی light-tight cassette نگه داشته می‌شود، برخورد می‌کنند. سپس فیلم به صورت شیمیایی ظاهر می‌شود و یک تصویر بر روی فیلم به نظر می‌رسد. در حال حاضر رادیوگرافی دیجیتالی یا DR جایگزین رادیوگرافی فیلم - اسکرین شده‌است. در دیجیتال رادیوگرافی، اشعهٔ ایکس به یک سطح از حسگرها (سنسورها) برخورد می‌کند که بعد از تبدیل به سیگنال‌هایی که تولیدکننده اطلاعات دیجیتال هستند به یک تصویر در روی صفحه نمایش کامپیوتر تبدیل می‌شود. رادیوگرافی ساده تنها تصویر با کیفیت در دسترس، در طول ۵۰ سال اول استفاده از رادیولوژی بوده و هنوز هم به علت دسترسی وسیع، و سرعت و هزینه نسبتاً پایین آن، اولین مطالعه دستور داده شده (تجویز شده) در ارزیابی از ریه‌ها، قلب و اسکلت است.

## تاریخچه
در سال ۱۸۹۵ ویلهلم کنراد رونتگن، استاد فیزیک آلمانی، هنگام کار با یک لوله پرتو کاتدی، اشعه ایکس را کشف کرد. او مشاهده کرد که کریستال‌ها روی میز آزمایشگاهش درخشش فلورسنتی از خود نشان می‌دهند. این لوله شیشه‌ای شامل الکترودهای مثبت و منفی بود و هوای داخل آن تخلیه شده بود. با اعمال ولتاژ بالا، لوله درخششی فلورسنت تولید کرد. رونتگن متوجه شد که نوع جدیدی از اشعه از لوله ساطع می‌شود که از کاغذ سنگین عبور می‌کند و مواد فسفری را تحریک می‌نماید. رونتگن همچنین کشف کرد که پرتو می تواند از بافت انسان عبور کند، اما نه از استخوان ها و اشیاء فلزی. رونتگن به این تشعشع به عنوان "X" اشاره کرد تا نشان دهد که این یک نوع تابش ناشناخته است. او برای این کشف خود، جایزه نوبل فیزیک را دریافت کرد.
یکی از اولین آزمایشات رونتگن و کشف کاربرد پزشکی اشعه ایکس، زمانی بود که از دست همسرش تصویری بر روی صفحه عکاسی که به دلیل اشعه ایکس تشکیل شده بود، ساخت که منجر به تهیه اولین تصویر اشعه ایکس از یک عضو بدن انسان شد.

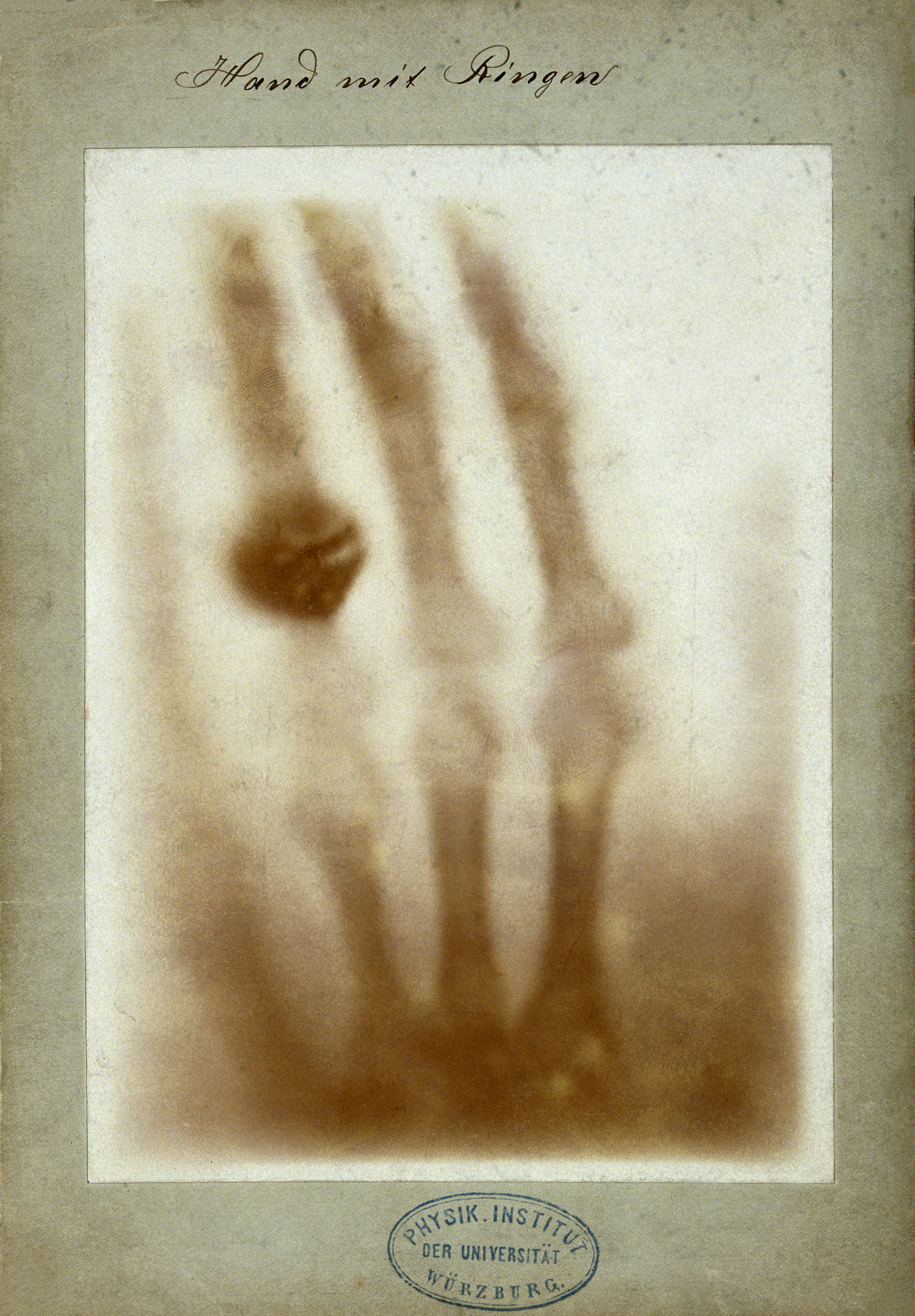
چاپ یکی از اولین پرتوهای ایکس ویلهلم رونتگن (۱۸۴۵-۱۹۲۳) از دست چپ همسرش آنا برتا لودویگ.

اولین استفاده بالینی از اشعه ایکس توسط جان هال ادواردز در بیرمنگهام انگلستان در ۱۱ ژانویه ۱۸۹۶ انجام شد. او از اشعه ایکس برای رادیوگرافی سوزنی که در دست یکی از همکارانش گیر کرده بود استفاده کرد. همچنین در ۱۴ فوریه ۱۸۹۶، هال ادواردز اولین کسی بود که از اشعه ایکس در یک عمل جراحی استفاده کرد.
ایالات متحده اولین اشعه ایکس پزشکی خود را  که با استفاده از یک لوله تخلیه طراحی شده توسط ایوان پولیویی به دست آورد. در ژانویه ۱۸۹۶، فرانک آستین، در ژانویه ۱۸۹۶، با خواندن کشف رونتگن، تمام لوله های تخلیه را در آزمایشگاه فیزیک آزمایش کرد و متوجه شد که تنها لوله پولیویی اشعه ایکس تولید می کند. در ۳ فوریه ۱۸۹۶ گیلمن فراست و برادرش ادوین فراست، مچ دست ادی مک کارتی را که گیلمن چند هفته قبل به دلیل شکستگی درمان کرده بود، در معرض اشعه ایکس قرار دادند و آنها را جمع آوری کردند و تصویر حاصل از استخوان شکسته روی صفحات عکاسی ژلاتینی جمع آوری کردند.
تا قبل از سال ۱۹۱۲، استفاده ازاشعه ایکس در خارج از قلمروهای پزشکی و دندانپزشکی و کاربردهای صنعتی محدود بود. این به دلیل شکننده بودن لوله‌های اشعه ایکس تحت ولتاژ بالا بود. اما در سال ۱۹۱۳، با طراحی لوله‌های خلاء بالا توسط کولیدج، این مشکل حل شد. این لوله‌ها می‌توانستند با ولتاژ تا ۱۰۰٬۰۰۰ ولت کار کنند. در سال ۱۹۲۲، با ظهور لوله‌های اشعه ایکس ۲۰۰٬۰۰۰ ولتی، امکان رادیوگرافی قطعات فولادی ضخیم فراهم شد و رادیوگرافی صنعتی گامی بزرگ به جلو برداشت.
در سال ۱۹۳۱، شرکت جنرال الکتریک ژنراتورهای اشعه ایکس با ولتاژ ۱٬۰۰۰٬۰۰۰ ولت توسعه داد که ابزاری موثر برای رادیوگرافی صنعتی بود. در همان سال، انجمن مهندسین مکانیک آمریکا (ASME) اجازه تایید اشعه ایکس برای مخازن تحت فشار جوش داده شده با همجوشی را صادر کرد که استفاده صنعتی از آن را گسترده‌تر کرد.
با وجود پیشرفت‌های چشمگیر در تکنولوژی، اصول اساسی رادیوگرافی از زمان کشف آن تا به امروز تغییر چندانی نکرده است وهنوز هم از یک آشکارساز برای گرفتن تصاویر سایه‌ای از نمونه در مقابل منبع اشعه ایکس استفاده می شود. اگرچه فیلم هنوز مورد استفاده قرار می‌گیرد و فرآیندهای مربوط به آن تا حدودی مشابه روش‌های تکنسین‌های اواخر قرن نوزدهم است، اما کیفیت و حساسیت تصاویر تولید شده بهبود یافته است. امروزه فیلم‌های با کیفیت بالاتر با تنوع بیشتر در اندازه دانه‌های فیلم استفاده می‌شوند و آشکارسازهای آرایه دیجیتال به طور گسترده جایگزین فیلم در بسیاری از صنایع شده‌اند.
پیشرفت‌های تکنولوژیکی به تولید تجهیزات کوچک‌تر، سبک‌تر و قابل حمل‌تر برای صنعت منجر شده است که اشعه ایکس با کیفیت بالا تولید می‌کنند. استفاده از شتاب‌دهنده‌های خطی امکان تولید پرتوهای با طول موج بسیار کوتاه و نفوذپذیری بالا را فراهم کرده است.

## انواع رادیوگرافی

### رادیوگرافی ساده
رادیوگرافی ساده اولین نوع تصویربرداری یا اشعه ایکس است که به توسط بشر اختراع شده و هنوز بطور وسیعی از آن استفاده میشود.
یک تصویر رادیوگرافی ساده معمولا بصورت یک ورقه پلاستیکی است که بر روی آن تصویری سیاه و سفید نقش بسته است. به آن عکس رادیولوژی یا فیلم رادیولوژی هم میگویند. پزشک معمولا این ورقه را در مقابل نور قرار داده و تصویر را نگاه میکند. به دستگاهی که نور لازم را برای این کار تهیه میکند نگاتوسکوپ میگویند. تقریبا از هر نقطه ای از بدن انسان میتوان فیلم رادیولوژی تهیه کرد.

### رادیوگرافی دیجیتال

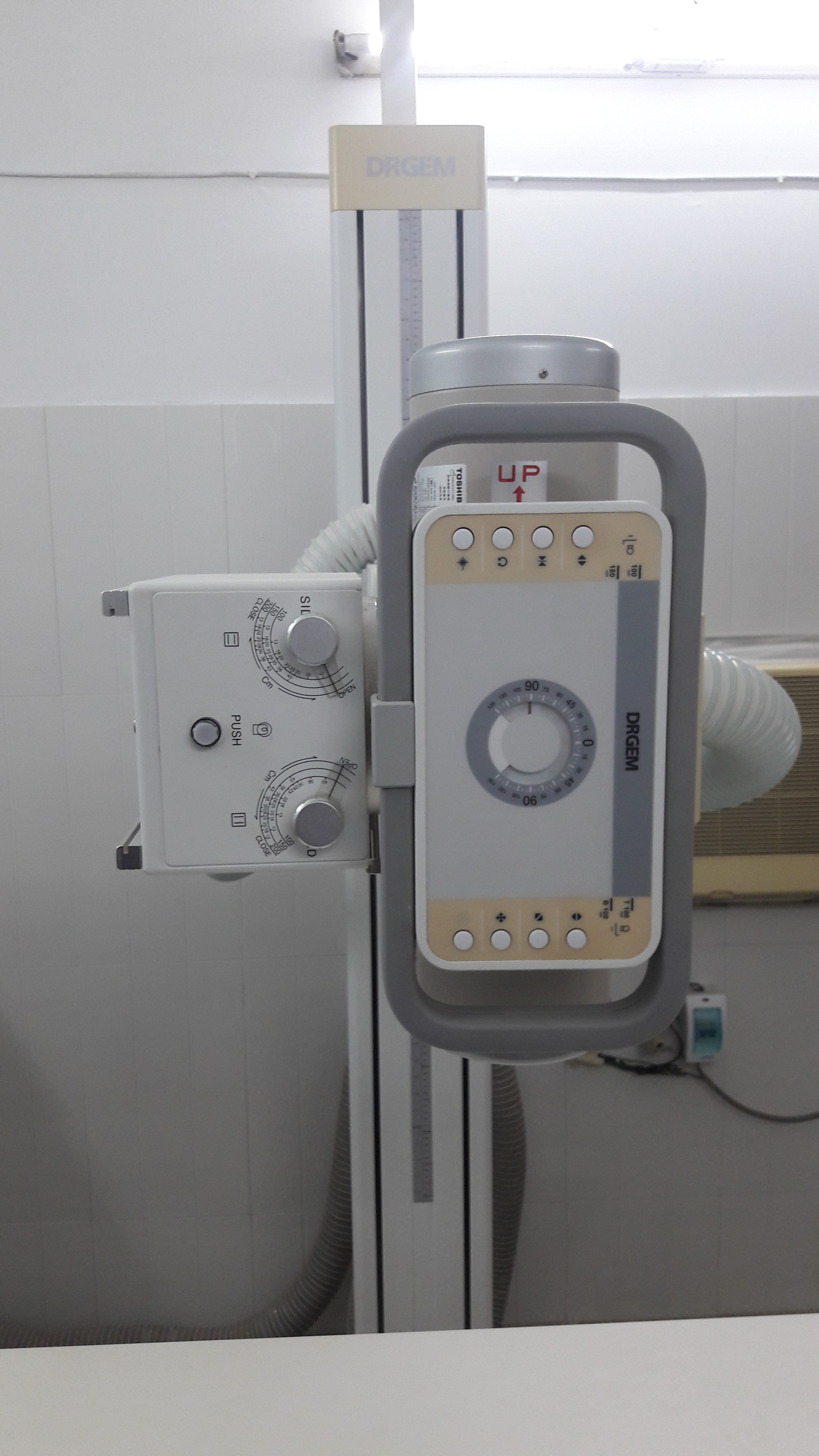
ماشین رادیوگرافی دیجیتال

رادیوگرافی دیجیتال (DR) یک تکنیک تصویربرداری پیشرفته است که انتقال اشعه ایکس را به فایل‌های دیجیتال تبدیل می‌کند که بر روی صفحه‌نمایش‌های کامپیوتری مشاهده می‌شوند.این تکنیک مزایای متعددی نسبت به سیستم‌های سنتی مبتنی بر فیلم ارائه می‌دهد، از جمله کاهش هزینه‌ها، بهبود ذخیره‌سازی و قابلیت حمل تصاویر، و کیفیت بهتر تصاویر از طریق پردازش پس از تصویربرداری. سیستم‌های DR می‌توانند بر اساس هندسه تشخیص‌دهنده طبقه‌بندی شوند، با گزینه‌هایی مانند رادیوگرافی محاسباتی، دستگاه‌های جفت‌شده بار، و تشخیص‌ دهنده‌های صفحه‌تخت. این تکنولوژی امکان کسب تصاویر سریع، دامنه وسیع قرارگیری، و پیش‌ نمایش فوری تصویر را فراهم می‌کند که منجر به افزایش کارایی و کاهش نیاز به بازتصویربرداری می‌شود. تصاویر دیجیتال به راحتی قابل تنظیم، بایگانی و انتقال الکترونیکی هستند که مشاوره‌ها و ارجاعات را تسهیل می‌کند. در حالی که سیستم‌های DR هزینه اولیه بالایی دارند، اما مزایای آن‌ها در بهبود جریان کار و کیفیت تصویر باعث افزایش محبوبیت آن‌ها در پزشکی انسانی و دامپزشکی می‌شود.

### رادیوگرافی رنگی (اختصاصی)
رادیوگرافی رنگی با کنتراست از یک عامل که نوعی ماده کنتراست مثل باریم یا ید که در برابر تشعشع کدر هستند، استفاده می‌کند تا ساختارهای مورد نظر به‌وضوح از پس‌زمینه خود متمایز شوند. رادیوگرافی کنتراست برای تشخیص وجود شرایط مختلف مانند زخم، سنگ، تومورهای خوش خیم، تومورهای بدخیم و فرآیندهای التهابی و برای تکمیل ارزیابی های بعد از عمل استفاده می شود.
عوامل کنتراست در آنژیوگرافی سنتی ضروری هستند و می‌توانند در رادیوگرافی پروژکتیو و همچنین در توموگرافی کامپیوتری (که به آن توموگرافی کنتراست می‌گویند) مورد استفاده قرار گیرند.

## کاربرد های پزشکی

### سی تی اسکن

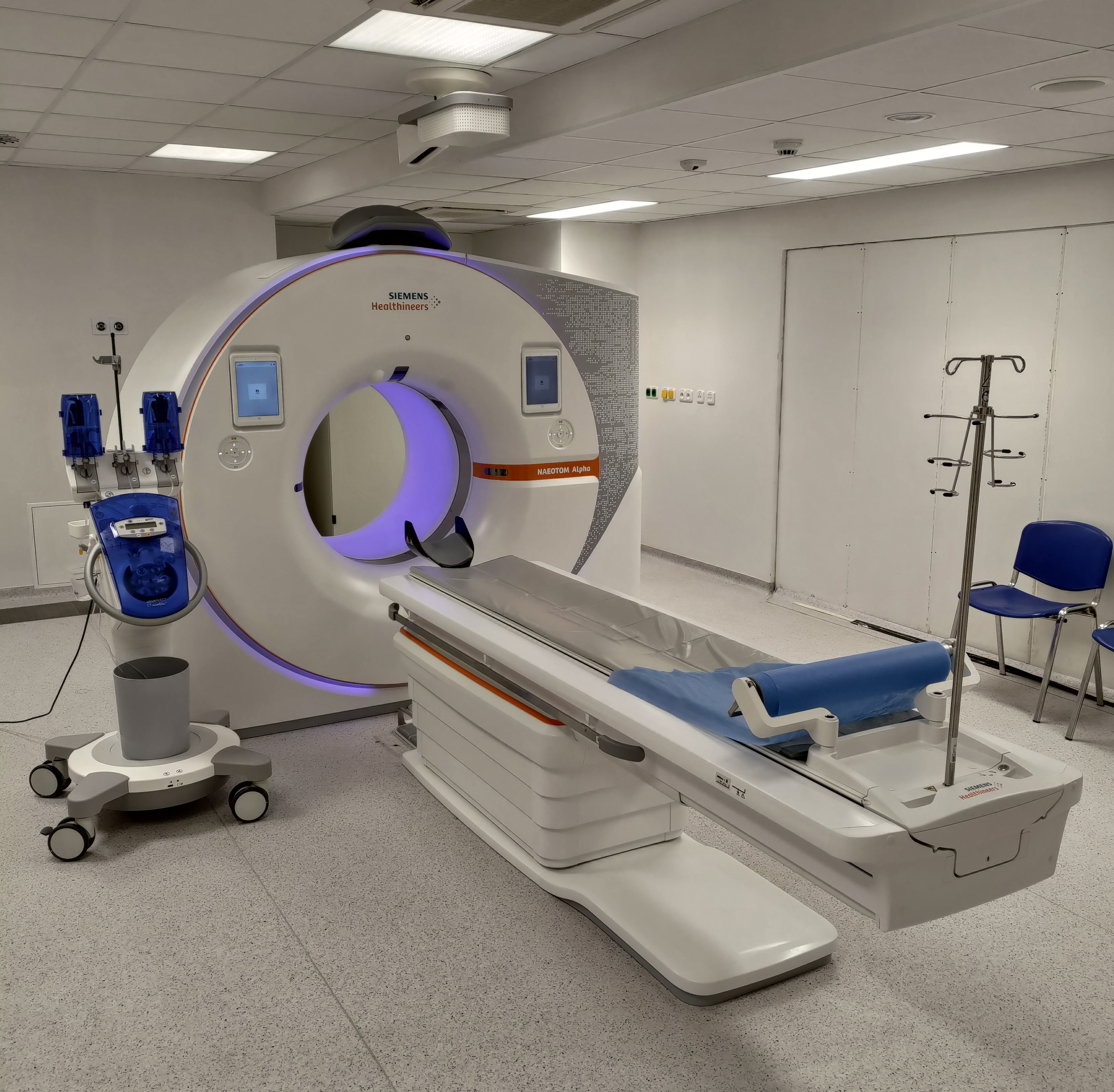
دستگاه سی تی اسکن

توموگرافی کامپیوتری که به عنوان سی تی اسکن نیز شناخته می شود، یک روش تصویربرداری تشخیصی است که از ترکیبی اشعه ایکس و فناوری کامپیوتری برای تولید تصاویر دقیقی از هر قسمت از بدن، از جمله استخوان ها، ماهیچه ها، چربی، اندام ها و رگ های خونی را نشان می دهد.
سی تی اسکن جزئیات بیشتری نسبت به اشعه ایکس استاندارد دارد. در اشعه ایکس استاندارد، یک پرتو انرژی به سمت قسمتی از بدن که مورد مطالعه قرار می گیرد، هدف قرار می گیرد. صفحه ای در پشت قسمت بدن تغییرات پرتو انرژی را پس از عبور از پوست، استخوان، ماهیچه و سایر بافت ها ثبت می کند. اما در سی تی اسکن، پرتو اشعه ایکس به صورت دایره ای در اطراف بدن حرکت می کند. این اجازه می دهد تا بسیاری از نماهای مختلف از یک اندام یا ساختار مشابه را مشاهده کنید و جزئیات بسیار بیشتری را ارائه می دهد.
سی تی اسکن می تواند برای کمک به تشخیص تومورها، بررسی خونریزی داخلی یا بررسی سایر آسیب‌ها یا آسیب‌های داخلی انجام شود. همچنین می تواند برای بیوپسی بافت یا مایع استفاده شود.

### سنجش تراکم استخوان

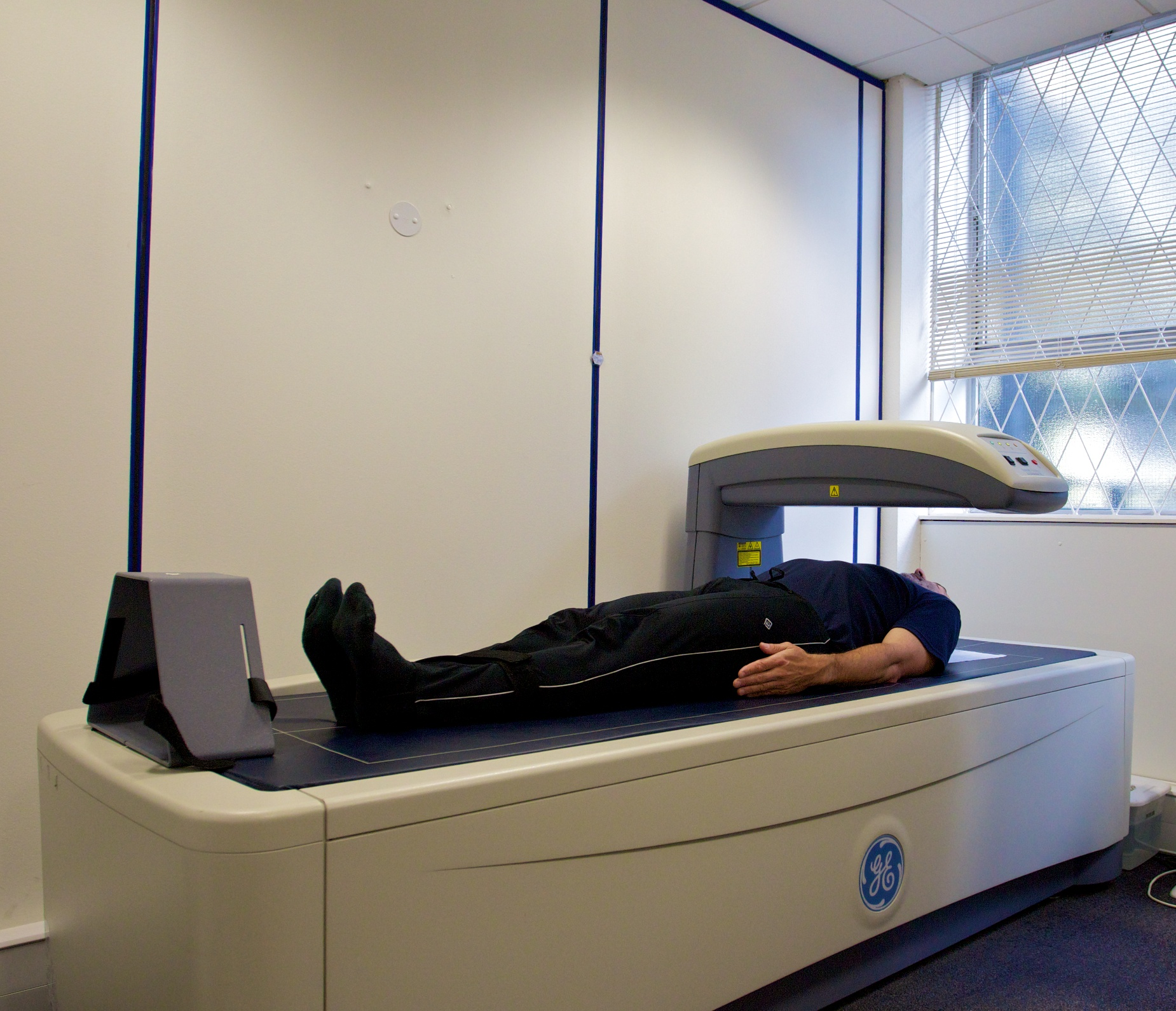
پویشگر DEXA

سنجش تراکم استخوان یک روش پزشکی است که برای اندازه گیری تراکم استخوان ها استفاده می شود. این آزمایش می تواند به پزشکان کمک کند تا خطر ابتلا به پوکی استخوان را ارزیابی کنند. تراکم استخوان به میزان مواد معدنی موجود در استخوان ها اشاره دارد. هرچه تراکم استخوان بیشتر باشد، استخوان ها قوی تر و مقاوم تر هستند.
با افزایش سن، تراکم استخوان به طور طبیعی کاهش می یابد. این امر می تواند خطر ابتلا به پوکی استخوان را افزایش دهد. پوکی استخوان یک بیماری است که باعث می شود استخوان ها ضعیف و شکننده شوند. این امر می تواند منجر به شکستگی های استخوانی، به ویژه در لگن، ستون فقرات و مچ دست شود.
سنجش تراکم استخوان یک روش مهم برای ارزیابی خطر ابتلا به پوکی استخوان است. این آزمایش می تواند به پزشکان کمک کند تا افراد در معرض خطر را شناسایی کنند و اقدامات لازم برای پیشگیری یا درمان پوکی استخوان را انجام دهند. سنجش تراکم استخوان همچنین می تواند برای نظارت بر اثربخشی درمان پوکی استخوان استفاده شود.
دو روش اصلی برای سنجش تراکم استخوان وجود دارد:
دیونومتری دوگانه انرژی اشعه ایکس (DXA): این روش رایج ترین روش برای سنجش تراکم استخوان است. در این روش، از اشعه ایکس کم انرژی برای اندازه گیری میزان مواد معدنی موجود در استخوان ها استفاده می شود.
تراکم سنجی استخوان با تشعشع پر انرژی (pQCT): این روش جدیدتر از DXA است و دقت بیشتری دارد. در این روش، از اشعه ایکس با انرژی بالاتر برای اندازه گیری تراکم استخوان ها استفاده می شود.

### ماموگرافی
ماموگرافی یک روش تصویربرداری با اشعه ایکس است که برای بررسی پستان برای تشخیص زودهنگام سرطان و سایر بیماری های پستان و نیز به عنوان یک ابزار تشخیصی و ابزار غربالگری استفاده می شود.
در طی ماموگرافی، سینه بیمار بر روی یک صفحه حمایتی صاف قرار می گیرد و با صفحه موازی به نام پارو فشرده می شود. یک دستگاه اشعه ایکس یک انفجار کوچک از اشعه ایکس تولید می کند که از سینه به یک آشکارساز واقع در طرف مقابل عبور می کند. آشکارساز می تواند یا یک صفحه فیلم عکاسی باشد که تصویر اشعه ایکس را روی فیلم می گیرد، یا یک آشکارساز حالت جامد که سیگنال های الکترونیکی را برای تشکیل یک تصویر دیجیتال به کامپیوتر ارسال می کند.
در ماموگرافی دیجیتال از همان فناوری اشعه ایکس مانند ماموگرافی های معمولی استفاده می کند، اما به جای استفاده از فیلم، از آشکارسازهای حالت جامد برای ثبت الگوی اشعه ایکس که از سینه عبور می کند استفاده می شود. این آشکارسازها اشعه ایکسی را که از آنها عبور می کند، به سیگنال های الکترونیکی تبدیل می کند که به کامپیوتر ارسال می شود. سپس کامپیوتر این سیگنال های الکترونیکی را به تصاویری تبدیل می کند که می توانند روی مانیتور نمایش داده شوند و همچنین برای استفاده بعدی ذخیره شوند.
توموسنتز دیجیتال سینه که به عنوان ماموگرافی سه بعدی نیز شناخته می شود، روشی برای غربالگری سرطان سینه است که در آن اشعه ایکس از پستان در زوایای مختلف برای ایجاد برش های نازک گرفته می شود. در این روش، قرار گیری در معرض اشعه ایکس در قسمت های قفسه سینه به طور چشمگیری کاهش می یابد. از این رو، دوز تابشی که توسط  ماموگرافی سه بعدی به پستان، مشابه ماموگرافی دو بعدی است.

### فلوئوروسکوپی

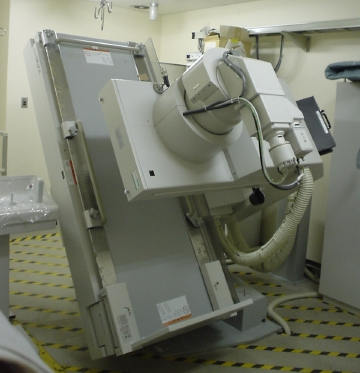
فلوئوروسکوپ

فلوئوروسکوپی اصطلاحی است که توسط توماس ادیسون در دوران اولیه مطالعات اشعه ایکس ابداع شد. این نام به فلورسانسی اشاره دارد که او هنگام نگاه کردن به یک صفحه درخشان که تحت بمباران اشعه ایکس قرار داشت، مشاهده کرد.
این تکنیک تصاویر پرتو نگاری متحرک ارائه می‌دهد. فلوروسکوپی عمدتاً برای مشاهده حرکت (بافت یا ماده کنتراست) یا برای هدایت یک مداخله پزشکی، مانند آنژیوپلاستی، قرار دادن پیس‌میکر یا تعمیر و تعویض مفاصل انجام می‌شود. این آخرین مورد معمولاً در اتاق عمل با استفاده از یک دستگاه فلوروسکوپی قابل حمل به نام C-arm انجام می‌شود. این دستگاه می‌تواند در اطراف میز جراحی حرکت کند و تصاویر دیجیتال برای جراح تهیه کند. فلوروسکوپی دوصفحه‌ای همانند فلوروسکوپی تک‌صفحه‌ای کار می‌کند، با این تفاوت که دو صفحه را به طور همزمان نمایش می‌دهد. توانایی کار در دو صفحه برای جراحی‌های ارتوپدی و ستون فقرات اهمیت دارد و می‌تواند زمان عمل را با حذف نیاز به تغییر موقعیت کاهش دهد.

### آنژیوگرافی

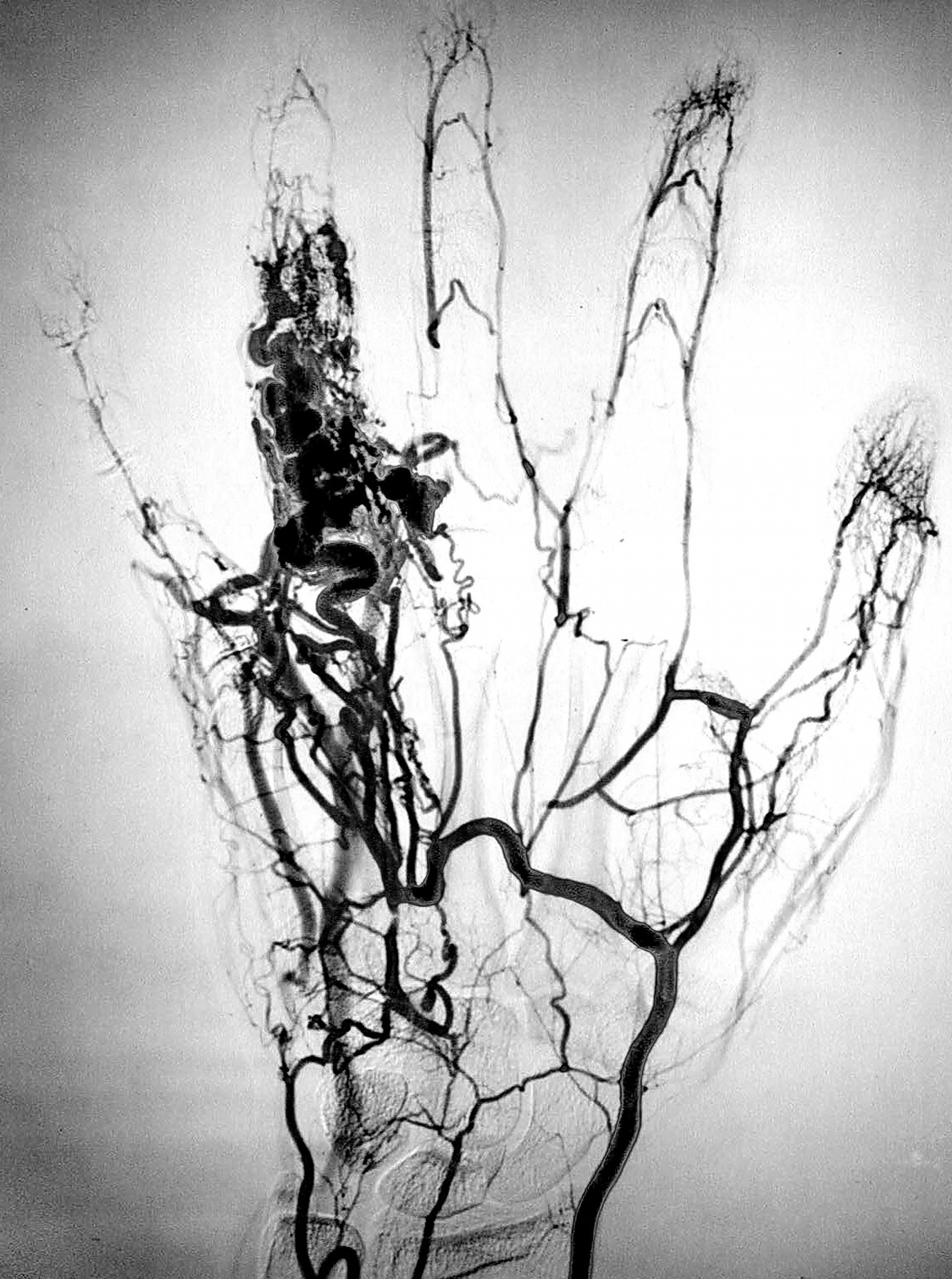
آنژیوگرافی از دست

آنژیوگرافی استفاده از فلوروسکوپی برای مشاهده سیستم قلبی و عروقی است. یک ماده کنتراست مبتنی بر ید به داخل جریان خون تزریق می‌شود و در حین حرکت آن در بدن مشاهده می‌شود. از آنجا که خون مایع و رگ‌ها چگالی چندانی ندارند، از یک ماده کنتراست با چگالی بالا (مانند اتم‌های بزرگ ید) برای مشاهده رگ‌ها زیر اشعه ایکس استفاده می‌شود. آنژیوگرافی برای پیدا کردن آنوریسم‌ها، نشتی‌ها، انسدادها (لخته‌ها)، رشد رگ‌های جدید و قرار دادن کاتترها و استنت‌ها استفاده می‌شود. آنژیوپلاستی با بالون اغلب با آنژیوگرافی انجام می‌شود.
آنژیوگرافی نوعی تصویربرداری با اشعه ایکس است که برای بررسی عروق خونی استفاده می‌شود. از آنجا که رگ‌های خونی در تصاویر معمولی با اشعه ایکس به وضوح نشان داده نمی‌شوند، ابتدا یک رنگ مخصوص به نام ماده حاجب به خون تزریق می‌شود. این ماده رگ‌های خونی را برجسته می‌کند و به پزشک اجازه می‌دهد هر گونه مشکلی را شناسایی کند. تصاویر اشعه ایکس ایجاد شده در طول آنژیوگرافی را آنژیوگرام می‌نامند.
آنژیوگرافی برای بررسی سلامت رگ‌های خونی و نحوه جریان خون در آنها استفاده می‌شود و می‌تواند به تشخیص یا بررسی چندین مشکل موثر بر عروق خونی  و کمک برای برنامه ریزی درمان آنها از جمله آترواسکلروزبیماری شریانی محیطی، آنوریسم مغزی، آنژین، لخته شدن خون یا آمبولی ریه، وانسداد در خون‌رسانی به کلیه‌ها کمک کند.

### ام آر آی

تصویربرداری MRI از سر انسان

تصویربرداری با تشدید مغناطیس یا MRI  یکی از روش های پیشرفته تصویربرداری پزشکی است. با استفاده از این روش میتوان تصویر بافت های درونی بدن را دید و از آن طریق مشکلات و بیماری های اعضاء بدن را تشخیص داد. امواج مورد استفاده در ام آر آی از جنس امواج رادیویی و مغناطیسی هستند که ضرری برای بدن ندارند.
ام آر آی از این واقعیت فیزیکی استفاده میکند که پروتون هایی که در هسته اتم ها قرار گرفته اند مانند کره زمین در حول محور ود با سرعت زیادی میچرخند و در نتیجه یک میدان معناطیسی در اطراف خود تشکیل میدهند.
در ام آر آی بیمار در یک میدان مغناطیسی بسیار قوی قرار میگیرد. این میدان موجب میشود محور چرخش پروتون های هسته اتم ها در تمام بافت های بدن (بخصوص پروتون هایی که در هسته مولکول آب قرار دارند) در امتداد خطوط میدان مغناطیسی ام آر آی قرار گیرند.
سپس امواج رادیویی خاصی به سوی بدن بیمار تابانده میشود. این امواج که بصورت پالس فرستاده میشوند موجب میگردند تا محور چرخش پروتون ها کمی تغییر کند. با اتمام پالس رادیویی، محور چرخش پروتون مجددا در امتداد خطوط میدان مغناطیسی برمیگردد. این برگشت موجب ایجاد یک موج رادیویی (الکترومغناطیسی) جدید میشود. سپس این امواج رادیویی ثانویه که از تک تک پروتون ها ساطع میشوند به توسط گیرنده های دستگاه ام آر آی دریافت شده و به کامپیوتر آن ارسال میگردند. کامپیوتر ام آر آی بسیار پرقدرت و با توان محاسباتی بالا است.

## دوز تابش
دوز پرتو مورد استفاده در رادیوگرافی بسته به روش متفاوت است. برای مثال، دوز مؤثر عکس‌برداری با اشعه ایکس قفسه سینه 0.1 mSv است، در حالی که CT شکم 10 mSv است. انجمن فیزیکدانان پزشکی آمریکا (AAPM) اعلام کرده است که «خطرات تصویربرداری پزشکی در دوزهای بیمار کمتر از 50 mSv برای روش‌های تک یا 100 mSv برای چندین روش در دوره‌های زمانی کوتاه بسیار کم است و قابل تشخیص نیست و ممکن است وجود نداشته باشد.» سایر نهادهای علمی که این نتیجه را به اشتراک می‌گذارند عبارتند از: سازمان بین‌المللی فیزیکدانان پزشکی، کمیته علمی سازمان ملل متحد در مورد اثرات تشعشعات اتمی، و کمیسیون بین‌المللی حفاظت رادیولوژیکی. با این وجود، سازمان‌های رادیولوژیکی، از جمله انجمن رادیولوژی آمریکای شمالی (RSNA) و کالج رادیولوژی آمریکا (ACR)، و همچنین چندین سازمان دولتی، استانداردهای ایمنی را برای اطمینان از اینکه دوز پرتو تا حد ممکن پایین است، نشان می‌دهند.

### محافظ
سرب به دلیل چگالی بالا (۱۱۳۴۰ کیلوگرم بر متر مکعب)، قدرت توقف، سهولت نصب و هزینه کم، رایج ترین محافظ در برابر اشعه ایکس است. حداکثر برد یک فوتون پر انرژی مانند پرتو ایکس در ماده بی نهایت است. در هر نقطه از ماده که فوتون از آن عبور می کند، احتمال برهمکنش وجود دارد. بنابراین احتمال بسیار کم عدم تعامل در فواصل بسیار زیاد وجود دارد. بنابراین، سپر یا حفاظ پرتوی فوتون به صورت نمایی عمل می‌کند (با طول تضعیفی که نزدیک به طول تابشی ماده است). به عبارت دیگر، با دو برابر کردن ضخامت حفاظ، اثر حفاظتی به توان دو می‌رسد.
| اشعه ایکس تولید شده توسط اوج ولتاژ زیر | حداقل ضخامت سرب |
| -------------------------------------- | --------------- |
| 75kV                                   | 1.0mm           |
| 100kV                                  | 1.5mm           |
| 125kV                                  | 2.0mm           |
| 150kV                                  | 2.5mm           |
| 175kV                                  | 3.0mm           |
| 200kV                                  | 4.0mm           |
| 225kV                                  | 5.0mm           |
| 300kV                                  | 9.0mm           |
| 400kV                                  | 15.0mm          |
| 500kV                                  | 22.0mm          |
| 600kV                                  | 34.0mm          |
| 900kV                                  | 51.0mm          |

## ایمنی و عوارض جانبی
تماس با اشعه ایکس می‌تواند باعث جهش در DNA ما شود و ممکن است در آینده منجر به بروز انواع سرطان شود. به‌همین‌دلیل، تصویربرداری با اشعه ایکس توسط سازمان بهداشت جهانی (WHO) به‌عنوان یک منبع سرطان‌زا طبقه‌بندی شده است.
تخمین زده می‌شود که ۰٫۴ درصد از سرطان‌ها در جهان توسط سی‌ تی‌ اسکن ایجاد می‌شود. برخی از دانشمندان انتظار دارند که این آمار به موازات افزایش استفاده از سی‌تی‌اسکن در روش‌های پزشکی مختلف افزایش یابد. طبق یک مطالعه، تصویربرداری با اشعه ایکس در افراد مسن خطر ابتلا به سرطان را ۰٫۶ تا ۱٫۸ درصد افزایش می‌دهد.
جالب است بدانید که همه ما به طور طبیعی مقداری اشعه ایکس از خورشید و منابع دیگر دریافت می‌کنیم و مثلا با انجام سی‌ تی‌ اسکن مغز، در یک لحظه دوزی معادل ۲۴۳ روز تماس طبیعی با این اشعه را جذب می‌کنیم. بنابراین اگرچه نباید نگران عوارض رادیولوژی به‌دلیل استفاده از دوز پایین اشعه ایکس بود، اما انجام مکرر آن نیز توصیه نمی‌شود.
رادیولوژی مکرر با افزایش خطر ابتلا به سرطان همراه است. قرار گرفتن در معرض دوز بالای اشعه ایکس می‌تواند طیف وسیعی از اثرات مانند استفراغ، خونریزی، غش، ریزش مو، سوختگی یا حساسیت پوست و حتی آسیب چشمی مانند آب‌مروارید را داشته باشد.
اگر قبل از تصویربرداری باید ماده حاجب مصرف کنید، ممکن است این عوارض را تجربه کنید:
علائم واکنش آلرژیک مانند کهیر، قرمزی و خارش، حالت تهوع و استفراغ، سرگیجه یا سبکی سر، احساس طعم فلز در دهان
البته در موارد بسیار نادر، می‌تواند واکنش شدیدی مانند شوک آنافیلاکتیک، فشار خون بسیار پایین یا ایست قلبی نیز ایجاد کند. در زمینه عوارض رادیوگرافی دیجیتال نیز می‌توان به چنین مواردی اشاره کرد.

## تجهیزات

### ژنراتور اشعه ایکس

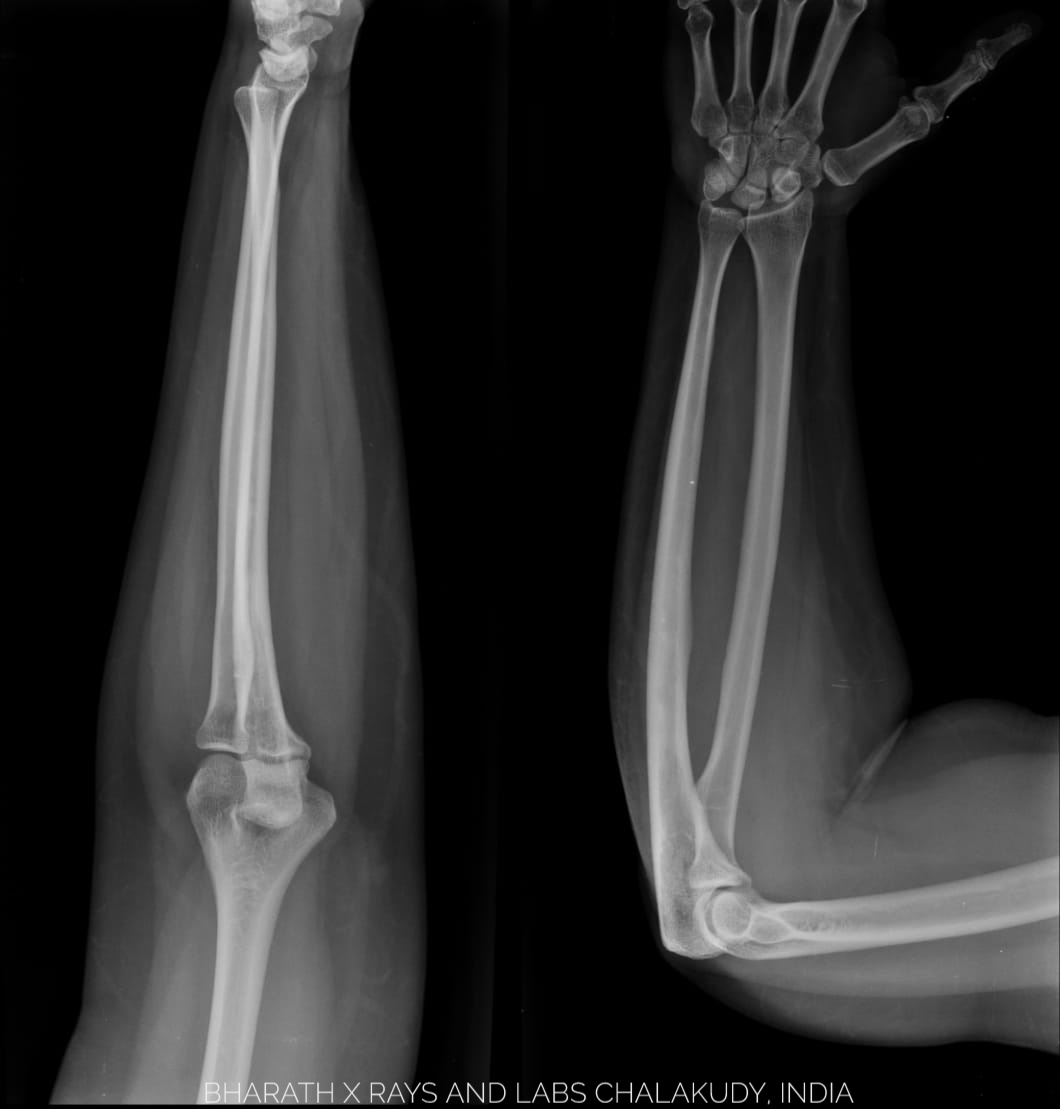
تصویر اشعه ایکس از بازو

در پزشکی و دندانپزشکی، رادیوگرافی پروجکشنی و تصاویر سی تی اسکن کامپیوتری معمولاً از اشعه ایکس ایجاد شده توسط ژنراتورهای اشعه ایکس استفاده می کنند که اشعه ایکس را از لوله های اشعه ایکس تولید می کنند. اجزای اصلی یک ژنراتور اشعه ایکس شامل لوله، ژنراتور ولتاژ بالا، کنسول کنترل و سیستم خنک‌کننده است. اشعه ایکس با هدایت جریانی از الکترون‌های پرسرعت به سمت یک ماده هدف مانند تنگستن که عدد اتمی بالایی دارد، تولید می‌شود. در این فرآیند، الکترون‌ها با ذرات اتمی هدف تعامل کرده و اشعه ایکس تولید می‌کنند.
تصاویر حاصل از رادیوگرافی (مولد اشعه ایکس/دستگاه) یا سی تی اسکنر به درستی به ترتیب "رادیوگرام"/"رونتگنوگرافی" و "توموگرام" نامیده می شوند.

### شبکه محافظ
ممکن است یک شبکه ضد پراکندگی بین بیمار و آشکارساز قرار داده شود تا مقدار اشعه ایکس پراکنده که به آشکارساز می رسد کاهش یابد. این امر وضوح کنتراست تصویر را بهبود می بخشد، اما همچنین قرار گرفتن در معرض تابش را برای بیمار افزایش می دهد.

### آشکارسازها
آشکارسازها را می توان به دو دسته عمده تقسیم کرد: آشکارسازهای تصویربرداری (مانند صفحات عکاسی و فیلم اشعه ایکس (فیلم عکاسی) که امروزه عمدتاً با دستگاه های دیجیتالی مختلف مانند صفحات تصویر یا آشکارسازهای صفحه تخت جایگزین شده اند) و دستگاه های اندازه گیری دوز (مانند اتاقک های یونیزاسیون) شمارشگرهای گایگر و دزیمترهایی که برای اندازه‌گیری قرار گرفتن در معرض تابش موضعی، دوز و یا نرخ دوز استفاده می‌شوند، به عنوان مثال، برای تأیید حفاظت در برابر تشعشع تجهیزات و رویه ها به طور مداوم موثر هستند).

### تشدید کننده های تصویر و آشکارسازهای آرایه
به عنوان جایگزینی برای آشکارسازهای اشعه ایکس، تقویت‌کننده‌های تصویر پرتو ایکس دستگاه‌های آنالوگ هستند که به آسانی تصویر اشعه ایکس به دست آمده را به تصویری که روی صفحه ویدیو قابل مشاهده است تبدیل می‌کنند. این دستگاه از یک لوله خلاء با سطح ورودی گسترده ای ساخته شده که در داخل با یدید سزیم (CsI) پوشانده شده است. هنگامی که توسط اشعه ایکس مورد اصابت قرار می گیرد، ماده فسفر است که باعث می شود فوتوکاتد مجاور آن الکترون ساطع کند. سپس این الکترون ها با استفاده از عدسی های الکترونی داخل تقویت کننده به صفحه خروجی پوشیده شده با مواد فسفری متمرکز می شوند و خروجی را می توان از طریق دوربین ضبط کرد و نمایش داد.
دستگاه های دیجیتالی معروف به آشکارسازهای آرایه ای در فلوروسکوپی رایج تر می شوند. این دستگاه ها از آشکارسازهای پیکسلی گسسته به نام ترانزیستورهای لایه نازک (TFT) ساخته شده اند که می توانند به طور غیرمستقیم با استفاده از آشکارسازهای عکسی که نور ساطع شده از یک ماده سوسوزن مانند یدید سزیم را تشخیص می دهند یا مستقیماً با گرفتن الکترون های تولید شده در هنگام اشعه ایکس کار کنند. به آشکارساز ضربه بزنید آشکارسازهای مستقیم تمایلی به تجربه اثر تاری یا انتشار ناشی از سوزن‌های فسفری یا صفحه‌های فیلم ندارند، زیرا آشکارسازها مستقیماً توسط فوتون‌های اشعه ایکس فعال می‌شوند.